# Napoa peckorum
Napoa peckorum är en skalbaggsart som beskrevs av Zdzisława Stebnicka 1999. Napoa peckorum ingår i släktet Napoa och familjen Aphodiidae. Inga underarter finns listade i Catalogue of Life.